# Miguel Ángel Orozco Deza
Telmatobius colanensis es una especie de anfibio de la familia Telmatobiidae. Es endémica del Perú, donde se conoce únicamente en la región de Amazonas, específicamente en el Santuario Nacional Cordillera de Colán.

## Hábitat
Habita en riachuelos de alta montaña en bosques montanos húmedos tropicales y subtropicales. Se encuentra en altitudes entre 2,700 y 3,200 metros sobre el nivel del mar. Su supervivencia depende de la calidad del agua y la conservación del bosque nublado circundante.

## Conservación
Telmatobius colanensis está catalogada como especie en peligro de extinción por la Unión Internacional para la Conservación de la Naturaleza (UICN), principalmente debido a la pérdida de hábitat, la contaminación de fuentes hídricas, y posiblemente la quitridiomicosis. Su rango extremadamente limitado también la hace vulnerable a cambios ambientales locales.

### Biografía
Hijo de David Orozco Fuentes, contador público mexicano, y Bertha Deza. Su hermana, Rosa Elena Orozco Deza es administradora de empresas.
Su abuelo paterno fue Enrique Orozco Vargas, integrante de las fuerzas revolucionarias de Francisco Villa en el estado mexicano de Chihuahua.
En 1977, Miguel Ángel Orozco Deza contrajo matrimonio con María Estela Ayala, conocida públicamente como Maries Ayala, escritora mexicana autora de la novela Trilogía de la Casa de El Cairo y otras obras. Con ella, procreó a sus dos hijos: David Enrique y Daniela.

### Trayectoria

#### Estudios y grados académicos
Cursó educación básica en el Colegio Palmore de Chihuahua y la Secundaria y Preparatoria en la Universidad Autónoma de Chihuahua.
Estudió la licenciatura en Economía en la Facultad de Economía de la Universidad Nacional Autónoma de México (UNAM), titulandose con la tesis Políticas de Desaliento en el Desarrollo Regional de México.
Posteriormente, estudió una maestría en Desarrollo en la Universidad de Cambridge, obteniendo el grado con la tesis Redirección de la Política Agraria en México.
También cursó un Diplomado de Estudios a Profundidad en la Escuela de Altos Estudios en Ciencias Sociales de París, Francia, teniendo a Placide Ramboud y Alain Touraine como tutores, y diplomándose con la tesis El Crédito Rural en México en una Coyuntura de Crisis.

### Cargos y nombramientos

#### Academia
Fue profesor de Desarrollo Económico en la Facultad de Economía de la UNAM y de Econometría y Desarrollo Económico en la Universidad Anáhuac del Norte.

#### Sector Público
Inició su vida laboral en 1972 como analista económico en la Dirección General de Crédito de la Secretaria de Hacienda y Crédito Público, siendo titular Miguel de la Madrid Hurtado, quien sería electo Presidente de México en 1982.
Trabajó en el Banco Rural y fue becado para estudiar la Maestría en la Universidad de Cambridge en Reino Unido. Al concluir fue designado Consejero Económico en la Embajada de México ante la Organización de las Naciones Unidas para la Alimentación y la Agricultura (FAO) en Roma, Italia, a propuesta del Embajador Álvaro Echeverría Zuno.
Tras estudiar un diplomado en Francia, laboró en la Secretaría Particular de la Presidencia de la República, con Miguel de la Madrid como Titular del Ejecutivo Mexicano.
Posteriormente, fue electo Senador Suplente por Chihuahua.
Trabajó en la Secretaría de Desarrollo Social (Sedesol), durante la gestión como Titular de Luis Donaldo Colosio.
Fue Cónsul de México en Austin, Texas, y colaboró en las Secretaría del Trabajo con Santiago Oñate; en la Secretaría de Gobernación con Diódoro Carrasco y en la Secretaría de Relaciones Exteriores con Jorge Castañeda.
A lo largo de su experiencia diplomática, fue Embajador de México en la República Árabe de Egipto y de forma concurrente en Siria, Jordania, Sudán y enlace con Palestina. También fue Agregado Económico en la Embajada de México ante la Organización de las Naciones Unidas para la Alimentación y la Agricultura (FAO) en Roma, Italia y Cónsul de México en Austin, Texas, EE. UU..
Fue Director de la Oficina Administrativa Nacional del Tratado de Libre Comercio Sección Laboral con contrapartes en Washington, EE. UU., y Ottawa, Canadá, en la Secretaría del Trabajo y Previsión Social. Laboró como Jefe de la Unidad de Enlace y Coordinación Legislativa de la Secretaría de Relaciones Exteriores.

#### Iniciativa Privada
En 2006 fue nombrado director general de Relaciones Internacionales de Grupo Salinas, donde impulsó la expansión de Banco Azteca, Elektra y TV Azteca en Centro y Sudamérica.
Actualmente sigue laborando en el Grupo, realizando enlaces para temas financieros, tecnológicos y de televisión en América Latina y China (enlace con Huawei y FAW), ejercitando una estrategia de diplomacia privada.
Presidió la Cámara Árabe Mexicana de Comercio y fue Presidente del Colegio de Economistas de Chihuahua.

### Publicaciones
Ha escrito diversos libros sobre política, ecología e historia. 
- “Entre Épocas”[1]
- “Siglo XXI, Frontera Ecológica”[2]
- “Presente con Disfraz de Futuro”
- “El Municipio Mexicano” (SEGOB)
- “México Diez Iconos para el Tercer Milenio” (traducido al árabe)
- “Mil y un Días en Egipto, La luna eclipsa al sol”.

Asimismo, ha escrito como articulista en varias publicaciones de México.

Profile in English
Throughout his diplomatic career he has served as Mexican Ambassador to Egypt, Syria, Jordan, Sudan and Special Liaison to Palestine. Also was Commercial Attaché to the Embassy of Mexico to the Food and Agriculture Organization of the United Nations, in Rome, ltaly. And was Mexican Consul in Austin, Texas. He served in the Ministry of Labor and Social Prevision, acting as Administrative Director of Labor in the North American Free Trade Agreement with offices in Washington, D.C., EUA and Ottawa, Canada. He also served as Head of Liaison and Coordination Unit with Legislative Power of the Foreign Affairs Ministry.
Since 2006 has been Consultant for implementing a prívate diplomatic strategy for Financia!, Technological and Television projects in Latín America and China (He was the point of contact with Huawei and FAW, automobiles). He presided over the Arabic Chamber of Commerce in Mexico. And in the State of Chihuahua he served as Delegate of the Secretariat of Social Development, Delegate of the Environmental Protection Agency and President of the College of Economists.
He studied Economics at the National Autonomous University of Mexico, UNAM, graduating with the thesis "Discouragement Policies in the Regional Development of Mexico"; he went on to obtain his Masters (M. Phil.) in Development from the University of Cambridge in the United Kingdom with the thesis "Redirection of the Agriculture Policy in Mexico"; and an Advanced Studies Diploma from the School for Advanced Studies in the Social Sciences, EHESS in Paris, France with the thesis, "Rural Credits in Mexico During a Crisis Period' . He has authored several books on politics, environment and history. "Between Times", "XX Century, Environmental Frontier", "The Present Disguised as the Future", "The Mexican Municipality'(SEGOB), "Mexico Ten lcons for the Third Millennia", translated to Arabic "One Thousand and One Oays in Egypt, The Moon Eclipses the Sun". He wrote articles for several publications in Mexico. And in academia he was Professor of Economic Development in the Economics Faculty in UNAM; and Econometrics and Economic Development at the University Anahuac del Norte.